# Saltos ornamentais no Campeonato Mundial de Esportes Aquáticos de 2015 - Trampolim 3 m individual feminino
A prova de trampolim 3 m individual feminino dos saltos ornamentais no Campeonato Mundial de Esportes Aquáticos de 2015 foi realizada entre os dias 31 de julho e 1 de agosto em Cazã na Rússia.

## Calendário
| Fase       | Data        |
| ---------- | ----------- |
| Preliminar | 31 de julho |
| Semifinal  | 31 de julho |
| Final      | 1 de agosto |

## Medalhistas
| Ouro              | Prata       | Bronze               |
| Shi Tingmao (CHN) | He Zi (CHN) | Tania Cagnotto (ITA) |

## Resultados
Esses foram os resultados da competição.
| Pos.              | Saltadora           | Nacionalidade  | Preliminar | Preliminar | Semifinal | Semifinal | Final  | Final |
| Pos.              | Saltadora           | Nacionalidade  | Pontos     | Pos.       | Pontos    | Pos       | Pontos | Pos   |
| ----------------- | ------------------- | -------------- | ---------- | ---------- | --------- | --------- | ------ | ----- |
| Medalha de ouro   | Shi Tingmao         | China          | 368.40     | 2          | 381.90    | 1         | 383.55 | 1     |
| Medalha de prata  | He Zi               | China          | 376.00     | 1          | 371.40    | 2         | 377.45 | 2     |
| Medalha de bronze | Tania Cagnotto      | Itália         | 307.45     | 7          | 330.45    | 5         | 356.15 | 3     |
| 4                 | Esther Qin          | Austrália      | 329.10     | 4          | 345.75    | 4         | 347.20 | 4     |
| 5                 | Pamela Ware         | Canadá         | 317.30     | 5          | 318.65    | 6         | 332.40 | 5     |
| 6                 | Jennifer Abel       | Canadá         | 348.70     | 3          | 353.90    | 3         | 331.50 | 6     |
| 7                 | Maddison Keeney     | Austrália      | 305.55     | 9          | 314.60    | 7         | 326.60 | 7     |
| 8                 | Ng Yan Yee          | Malásia        | 294.60     | 12         | 296.10    | 11        | 311.10 | 8     |
| 9                 | Uschi Freitag       | Países Baixos  | 300.40     | 10         | 303.55    | 9         | 305.10 | 9     |
| 10                | Rebecca Gallantree  | Reino Unido    | 294.15     | 13         | 305.10    | 8         | 289.00 | 10    |
| 11                | Olena Fedorova      | Ucrânia        | 307.20     | 8          | 296.10    | 11        | 271.30 | 11    |
| 12                | Anastasiia Nedobiga | Ucrânia        | 296.25     | 11         | 297.45    | 10        | 266.10 | 12    |
| 13                | Nadezhda Bazhina    | Rússia         | 283.90     | 17         | 291.30    | 13        |        |       |
| 14                | Sayaka Shibusawa    | Japão          | 289.75     | 14         | 288.45    | 14        |        |       |
| 15                | Nora Subschinski    | Alemanha       | 282.45     | 18         | 280.95    | 15        |        |       |
| 16                | Inge Jansen         | Países Baixos  | 284.40     | 16         | 270.60    | 16        |        |       |
| 17                | Francesca Dallapé   | Itália         | 312.50     | 6          | 258.25    | 17        |        |       |
| 18                | Arantxa Chávez      | México         | 286.95     | 15         | 257.10    | 18        |        |       |
| 19                | Nur Dhabitah Sabri  | Malásia        | 276.65     | 19         |           |           |        |       |
| 20                | Kristina Ilinykh    | Rússia         | 267.90     | 20         |           |           |        |       |
| 21                | Abigail Johnston    | Estados Unidos | 267.60     | 21         |           |           |        |       |
| 22                | Diana Pineda        | Colômbia       | 264.90     | 22         |           |           |        |       |
| 23                | Jessica Favre       | Suíça          | 264.20     | 23         |           |           |        |       |
| 24                | Dolores Hernández   | México         | 263.70     | 24         |           |           |        |       |
| 25                | Laura Ryan          | Estados Unidos | 263.10     | 25         |           |           |        |       |
| 26                | Alicia Blagg        | Reino Unido    | 262.55     | 26         |           |           |        |       |
| 27                | Micaela Bouter      | África do Sul  | 258.30     | 27         |           |           |        |       |
| 28                | Luana Lira          | Brasil         | 255.05     | 28         |           |           |        |       |
| 29                | Flóra Gondos        | Hungria        | 253.10     | 29         |           |           |        |       |
| 30                | Tina Punzel         | Alemanha       | 249.60     | 30         |           |           |        |       |
| 31                | Daniella Nero       | Suécia         | 246.00     | 31         |           |           |        |       |
| 32                | Jeniffer Fernández  | Porto Rico     | 244.70     | 32         |           |           |        |       |
| 33                | Julia Vincent       | África do Sul  | 238.95     | 33         |           |           |        |       |
| 34                | Kim Su-ji           | Coreia do Sul  | 238.60     | 34         |           |           |        |       |
| 35                | Minami Itahashi     | Japão          | 235.50     | 35         |           |           |        |       |
| 36                | Elizabeth Cui       | Nova Zelândia  | 233.70     | 36         |           |           |        |       |
| 37                | Eleni Katsouli      | Grécia         | 232.45     | 37         |           |           |        |       |
| 38                | Marcela Marić       | Croácia        | 228.60     | 38         |           |           |        |       |
| 39                | Rocío Velázquez     | Espanha        | 226.80     | 39         |           |           |        |       |
| 40                | Luisa Jiménez       | Porto Rico     | 221.25     | 40         |           |           |        |       |
| 41                | Habiba Ashraf       | Egito          | 215.65     | 41         |           |           |        |       |
| 42                | Indrė Girdauskaitė  | Lituânia       | 214.55     | 42         |           |           |        |       |
| 43                | Juliana Veloso      | Brasil         | 213.75     | 43         |           |           |        |       |
| 44                | Fong Kay Yian       | Singapura      | 206.20     | 44         |           |           |        |       |
| 45                | Maha Abdelsalam     | Egito          | 198.10     | 45         |           |           |        |       |
| 46                | María Betancourt    | Venezuela      | 193.05     | 46         |           |           |        |       |
| 47                | Kim Na-mi           | Coreia do Sul  | 112.25     | 47         |           |           |        |       |